# Kougsin
Kougsin est une commune rurale située dans le département de Sourgou de la province de Boulkiemdé dans la région du Centre-Ouest au Burkina Faso.